# William Wouldhave
William Wouldhave, född 1751 i North Shields i Konungariket Storbritannien, död 28 september 1821, var en brittisk uppfinnare.
William Wouldhave var målarlärling innan han blev församlingskontorist i South Shields. Han gifte sig med Hannah Crow 1775.
År 1789 arrangerades en konstruktionstävling för en räddningsbåt, efter det att fartyget Adventure från Newcastle hade förlist nära kusten vid Tynemouth. Ingen insats kunde då göras från stranden, trots att skeppsvraket låg inom synhåll.
Wouldhave inlämnade ett förslag på en båt i koppar, som gjordes flytbar genom användning av kork och var osänkbar. Fastän den inte godkändes av tävlingskommittén, tillerkändes han en guinea för sitt förslag. Henry Greathead var den andre som lämnade in ett förslag. Detta godkändes inte heller, men han fick i uppdrag att bygga en båt efter kommitténs direktiv.
William Wouldhaves ansträngningar om erkännande för att ha uppfunnit räddningsbåten försvårades av hans fattigdom och hans våldsamma språk.